# Будинок намісника Києво-Печерської лаври
Будинок намісника Києво-Печерської лаври (корпус № 1) — пам'ятка архітектури України національного значення. Споруджена у 1731—1745 роках, перебудовувалася впродовж 19 ст. Розташована на головній лаврській площі, поряд з великою дзвіницею.
В часи СРСР будинок намісника був внесений до списку пам'ятників архітектури Української РСР, що перебувають під охороною держави (охоронний № 4/25). 17 лютого 2023 року, постановою Кабінету міністрів України, будинок намісника був включений в Державний реєстр нерухомих пам'яток України, як пам'ятка національного значення (охоронний № 260088/25) та відповідно виключений зі списку пам'ятників архітектури Української РСР, що перебувають під охороною держави.

## Історія
Будинок було споруджено 1745 року, на місці дерев'яних келій квасоварів та ключників. Архітектором є Йоган-Ґоттфрід Шедель. У 1823–1824 рр. будинок було перебудовано за проєктом архітектора І.Гельмера.
Значні перепланування було здійснено 1882 року за проєктом архітектора В.Сичугова. Саме тоді було надбудовано другий поверх, розтесано вікна, закладено відкриту галерею. Також ремонти проводилися у 1892, 1899 (побудова льодовні), 1906 (додано балкон), 1907 (переробка входу), 1908 (прохід до сусіднього корпусу бібліотеки Флавіана), 1910, 1923—24 роках.
У 1942–1943 рр. будинок зазнав значних руйнувань, впродовж 1957–1960 рр. було проведено реставрацію, що повернула будинку первісні форми.
У будинку проживало 14 намісників монастиря. У 1923–1930 рр. у будівлі діяв відділ письма й друку Лаврського музею культів та побуту.
У цей час у будинку працювали видатні діячі культури та мистецтва — Павло Попов, Костянтин Мощенко, Марія Щепотьєва, Валентин Шугаєвський.

## Зображення

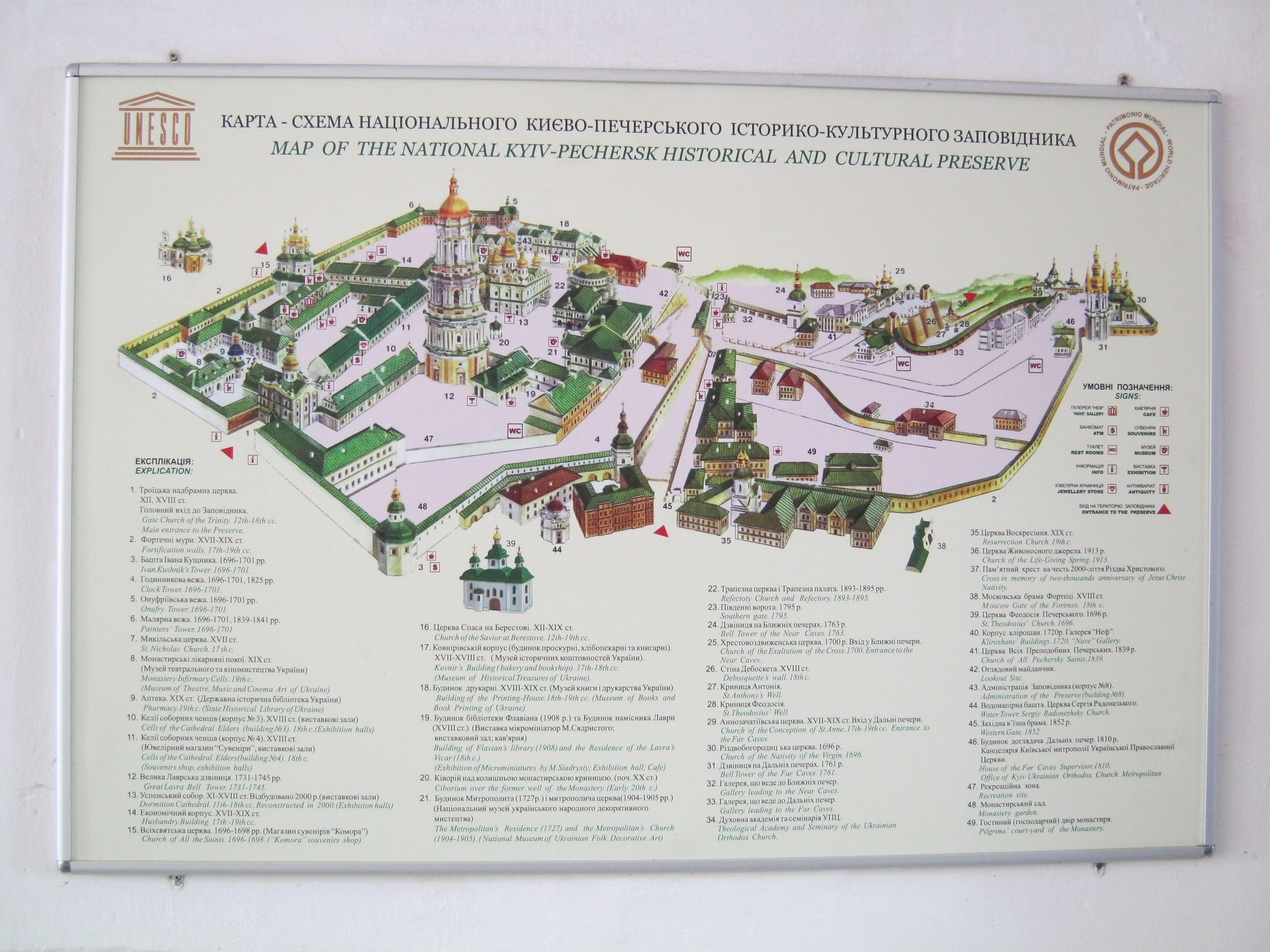
Будинок намісника на плані Лаври (позначений цифрою 19).
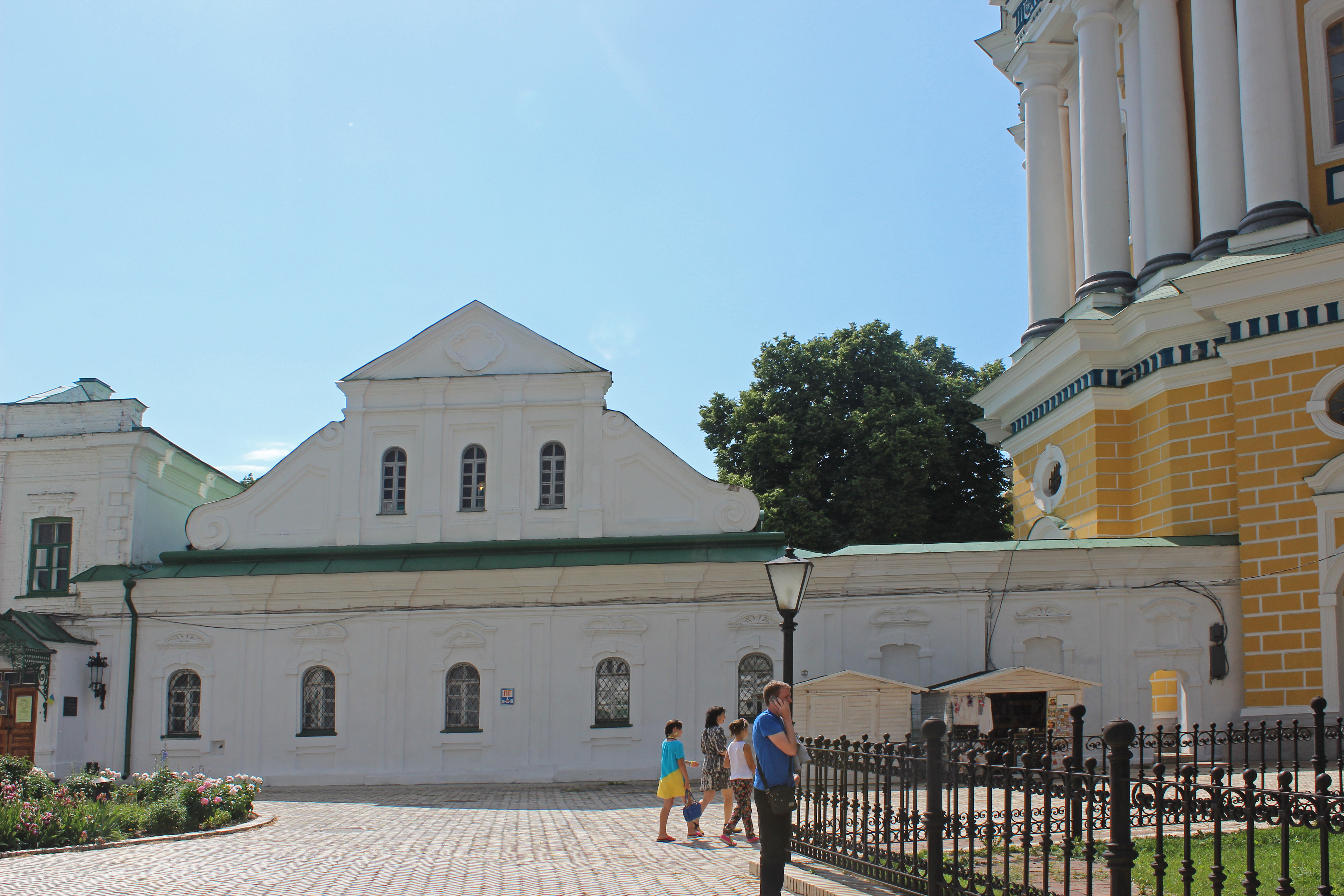
Східний фасад.
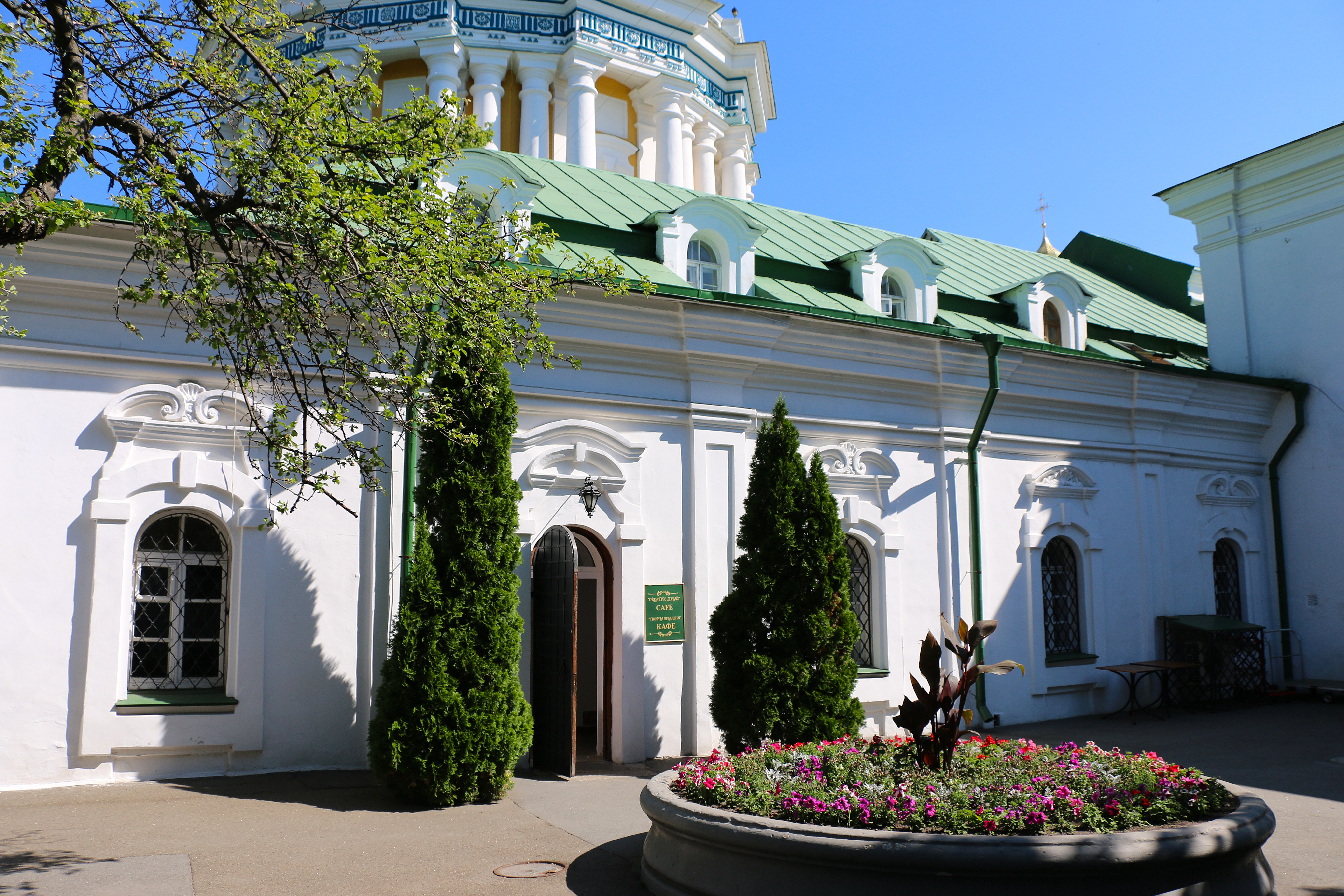
Південний фасад.
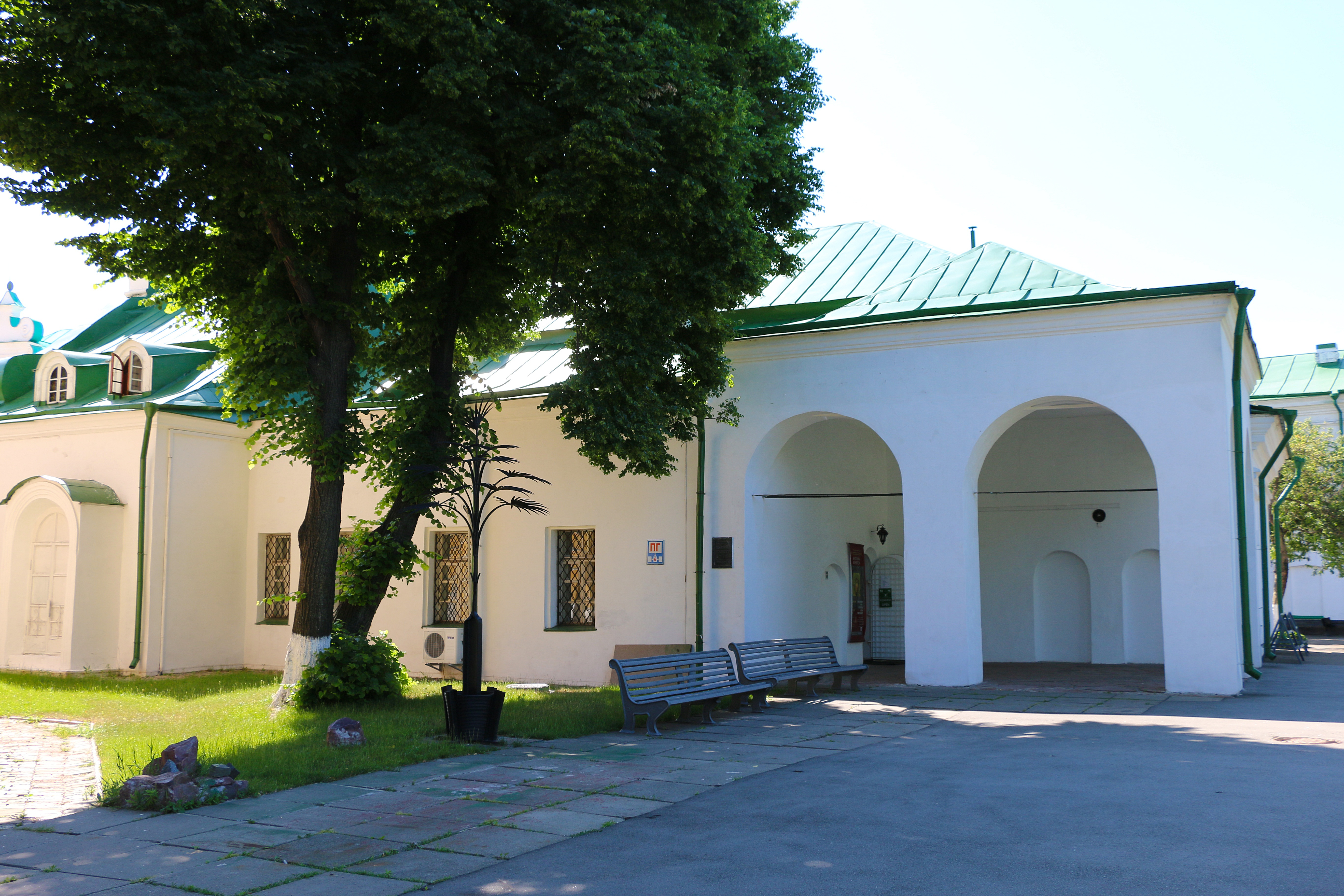
Північний фасад.
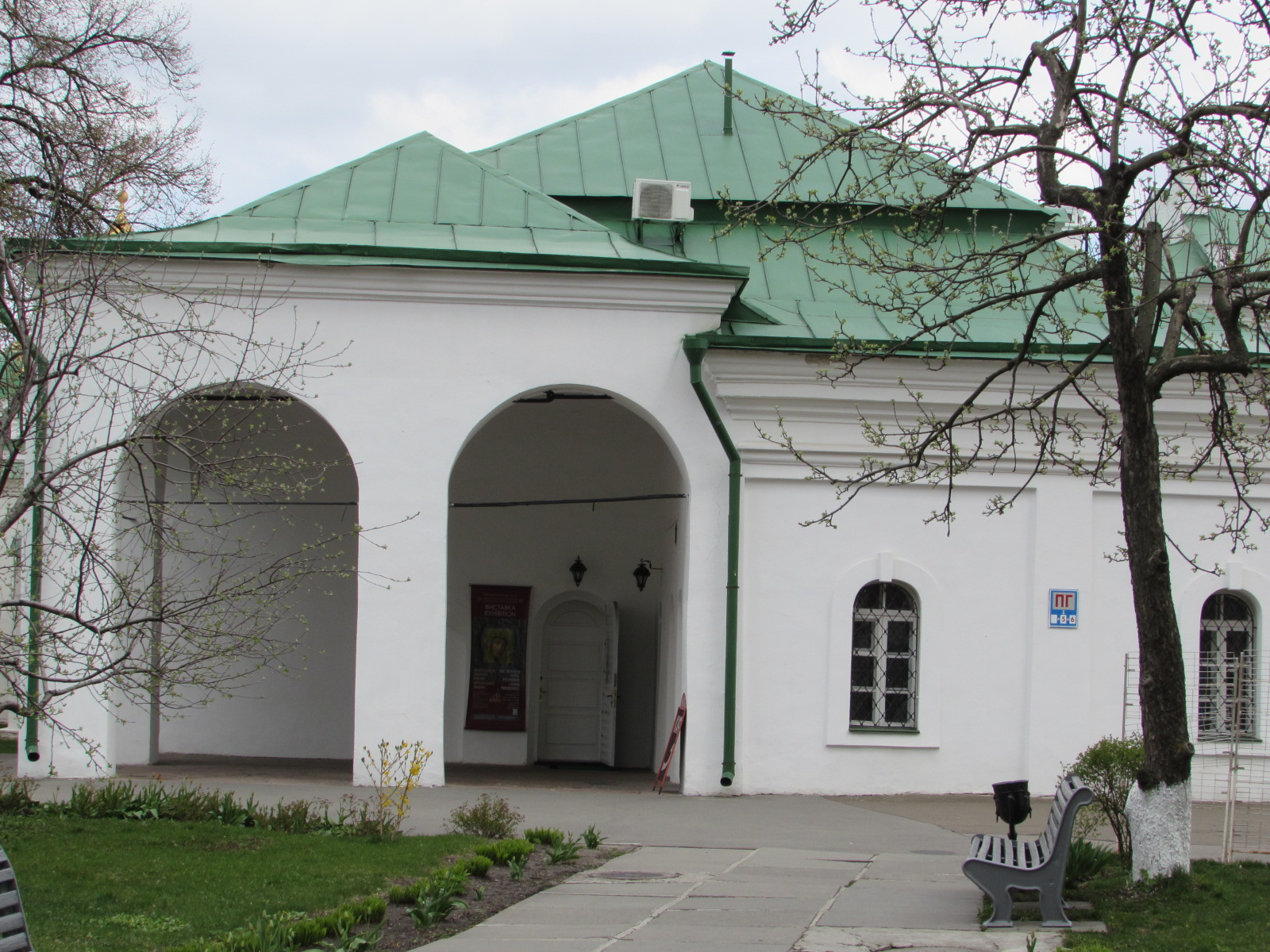
Західний фасад.
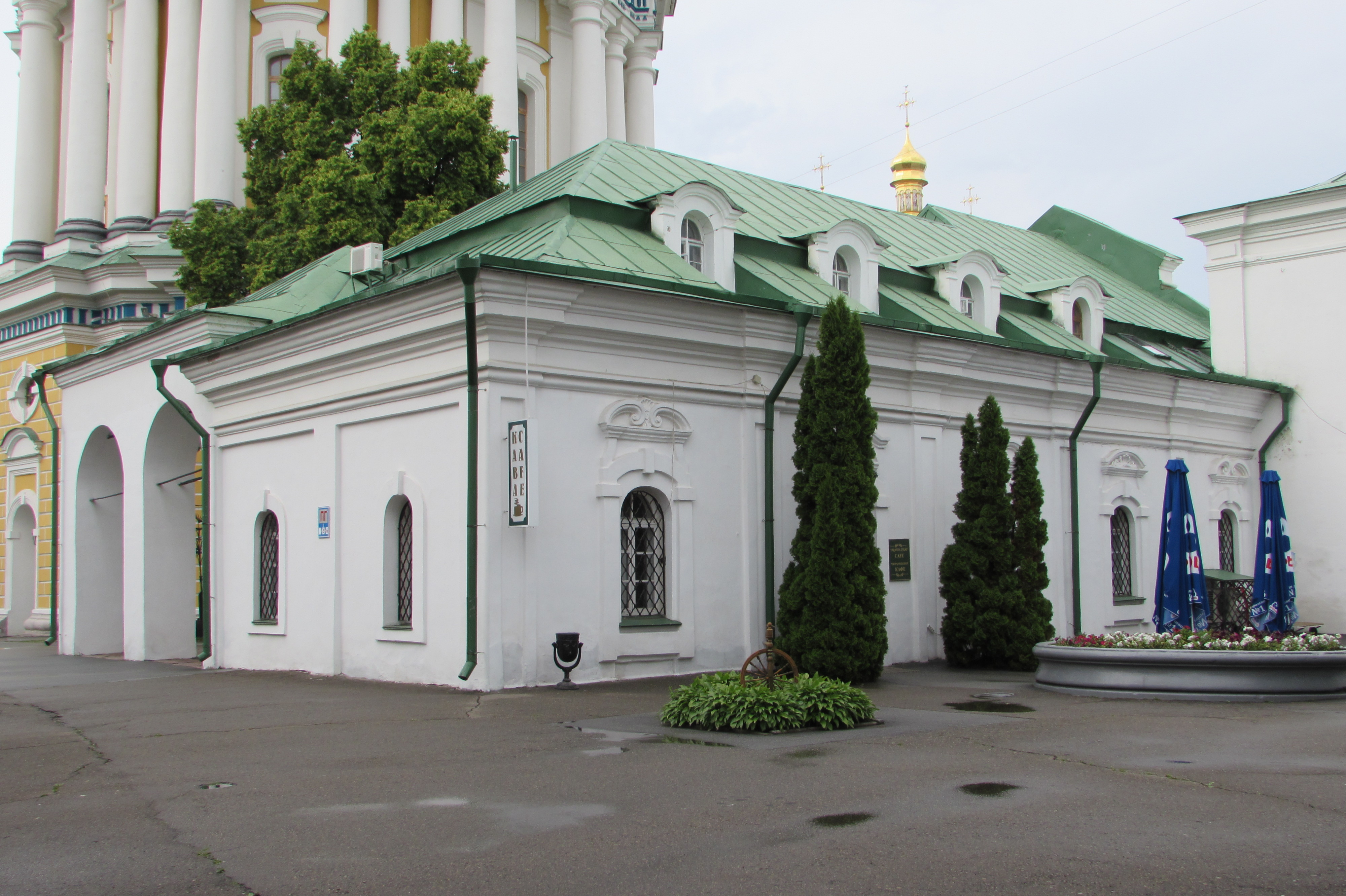
Західний і південний фасади.
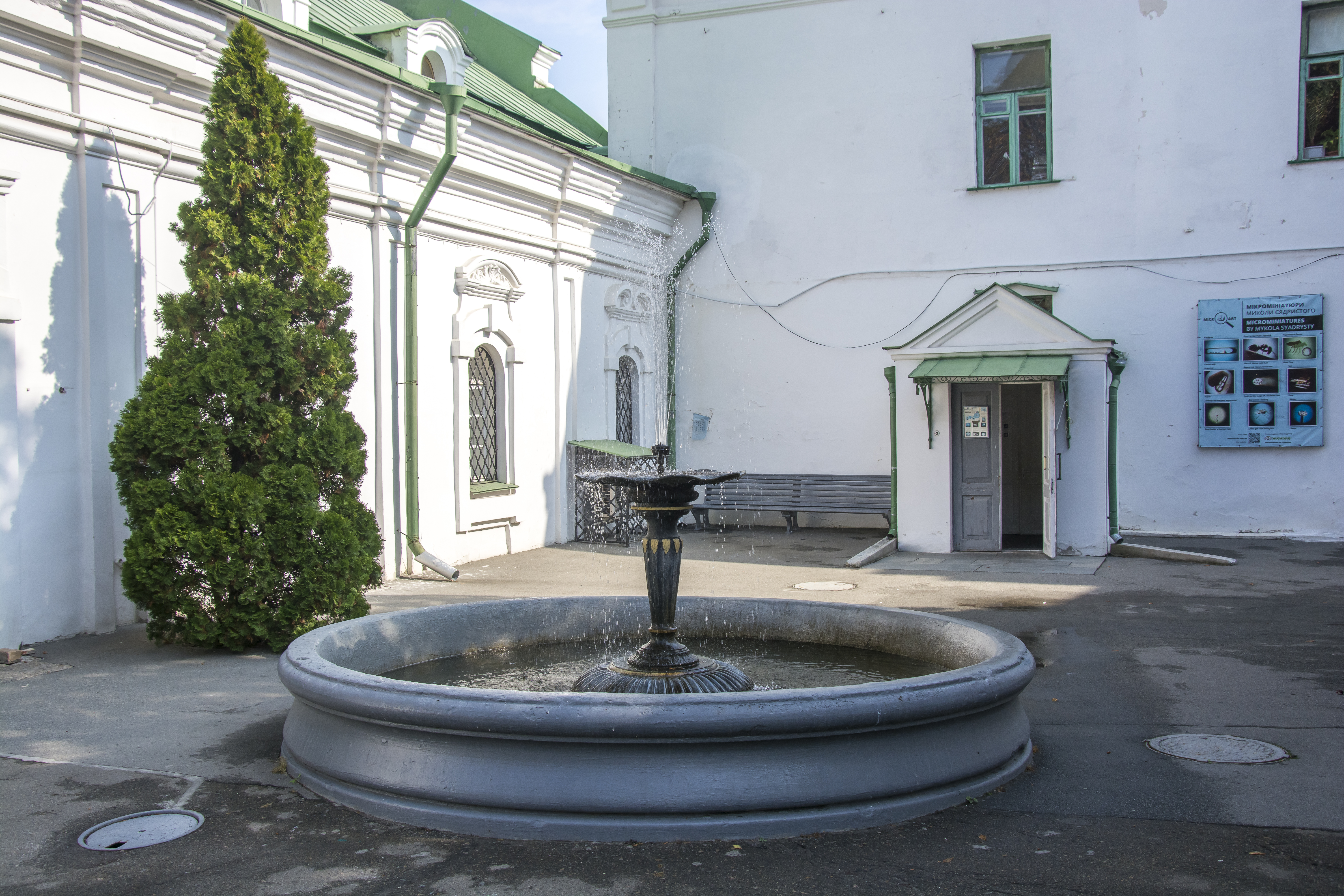
Фонтан біля південного фасаду (ліворуч).